# Lyncornis
Lyncornis là một chi chim trong họ Caprimulgidae.